# 塙町
塙町（はなわまち）は、福島県中通りに位置し、東白川郡に属する町。

## 地理
福島県の南端に位置しており、東に阿武隈山系、西に八溝山系があり、久慈川が町の中央を南北に流れる。
- 山: 八溝山、米山
- 河川:久慈川

### 隣接している自治体
- 福島県
  - 東白川郡
    - 棚倉町
    - 矢祭町
    - 鮫川村
- 茨城県
  - 高萩市
  - 北茨城市
  - 常陸太田市

## 歴史
- 江戸時代は幕府の天領で塙代官所が置かれていた。

### 沿革

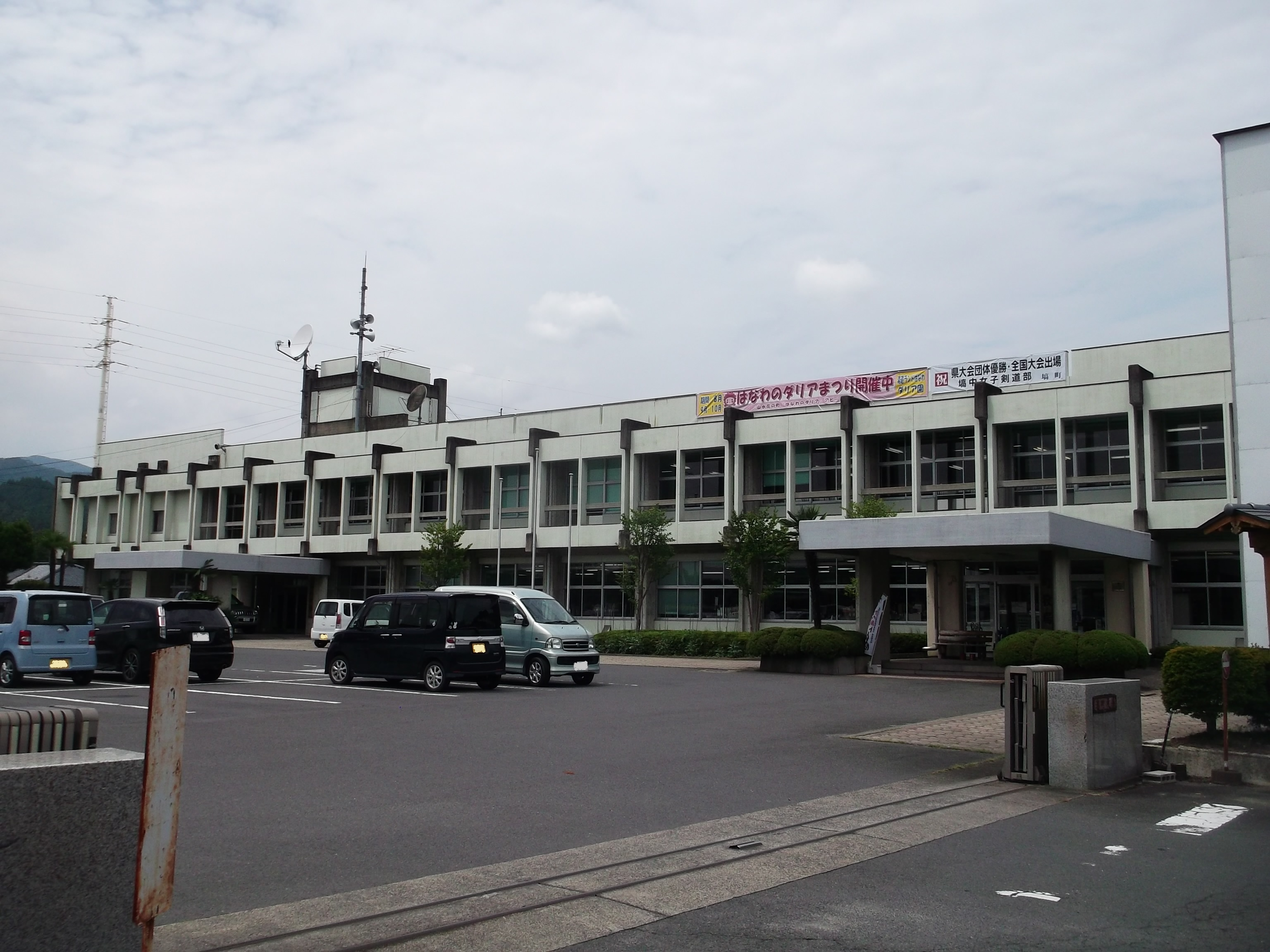
旧塙町役場（2014年8月）

- 1889年（明治22年）4月1日 - 町村制施行に伴い、東白川郡塙村、下渋井村、上渋井村、堀越村、西河内村、東河内村、常世北野村、常世中野村、竹之内村が合併し、常豊村（つねとよむら）が成立。
- 1931年（昭和6年）10月10日 - 磐城塙駅が開業。
- 1948年（昭和23年）11月3日 - 町制施行し塙町（第一次）に改称。
- 1953年（昭和28年） - 国道118号が制定。
- 1955年（昭和30年）
  - 3月10日 - 東白川郡笹原村と合併して塙笹原町（はなわささはらまち）を新設[2]。
  - 3月31日 - 東白川郡石井村、高城村の一部と合併し塙町（第二次）を新設[2]。
- 1957年（昭和32年）1月10日 - 大字中石井、下石井、戸塚を分離し、東白川郡矢祭村に編入[2]。
- 1959年（昭和34年）1月1日 - 東白川郡棚倉町大字八槻の一部を編入。
- 1969年（昭和44年）11月1日 - 東白川郡矢祭町と境界の一部を変更。
- 1970年（昭和45年） - 国道289号が制定。
- 2024年（令和6年）5月7日 - 塙町役場新庁舎開庁[3]。

### 行政区域変遷
- 変遷の年表

| 塙町町域の変遷（年表） | 塙町町域の変遷（年表） | 塙町町域の変遷（年表） |
| 年                     | 月日                   | 現塙町町域に関連する行政区域変遷 |
| ---------------------- | ---------------------- | --- |
| 1889年（明治22年）     | 4月1日                 | 町村制施行により、以下の村が発足。 - 常豊村 ← 塙村・下渋井村・上渋井村・堀越村・東河内村・西河内村・常世北野村・常世中野村・竹之内村 - 笹原村 ← 川上村・板庭村・中塚村・田野作村・田代村・山形村・大蕨村・那倉村・片貝村・湯岐村・木野反村 - 高城村 ← 台宿村・伊香村・植田村・真名畑村・茗荷村・内川村・関岡村 - 石井村 ← 上石井村・中石井村・下石井村・戸塚村 |
| 1948年（昭和23年）     | 11月3日                | 常豊村は町制施行・改称し塙町になる。 |
| 1955年（昭和30年）     | 3月10日                | 塙町と笹原町が合併し塙笹原町が発足。 |
| 1955年（昭和30年）     | 3月31日                | 塙笹原町・石井村・高城村の一部（台宿・伊香・植田・真名畑）が合併し塙町が発足。 |
| 1957年（昭和32年）     | 1月10日                | 塙町の旧・石井村の一部（中石井地区、下石井地区、戸塚地区）が分離され、矢祭村に編入。 |

- 変遷表

| 塙町町域の変遷表 | 塙町町域の変遷表 | 塙町町域の変遷表    | 塙町町域の変遷表 | 塙町町域の変遷表               | 塙町町域の変遷表         | 塙町町域の変遷表                          | 塙町町域の変遷表 | 塙町町域の変遷表 | 塙町町域の変遷表 |
| 1868年 以前      | 1868年 以前      | 明治元年 - 明治22年 | 明治22年 4月1日  | 明治22年 - 昭和29年            | 昭和30年 - 昭和64年      | 昭和30年 - 昭和64年                       | 平成元年 - 現在  | 現在             |                  |
| ---------------- | ---------------- | ------------------- | ---------------- | ------------------------------ | ------------------------ | ----------------------------------------- | ---------------- | ---------------- | ---------------- |
|                  | 塙村             | 塙村                | 常豊村           | 昭和23年11月3日 塙町に町制改称 | 昭和30年3月10日 塙笹原町 | 昭和30年3月31日 塙町                      | 塙町             | 塙町             |                  |
|                  | 下渋井村         |                     | 常豊村           | 昭和23年11月3日 塙町に町制改称 | 昭和30年3月10日 塙笹原町 | 昭和30年3月31日 塙町                      | 塙町             | 塙町             |                  |
|                  | 上渋井村         |                     | 常豊村           | 昭和23年11月3日 塙町に町制改称 | 昭和30年3月10日 塙笹原町 | 昭和30年3月31日 塙町                      | 塙町             | 塙町             |                  |
|                  | 堀越村           |                     | 常豊村           | 昭和23年11月3日 塙町に町制改称 | 昭和30年3月10日 塙笹原町 | 昭和30年3月31日 塙町                      | 塙町             | 塙町             |                  |
|                  | 東河内村         |                     | 常豊村           | 昭和23年11月3日 塙町に町制改称 | 昭和30年3月10日 塙笹原町 | 昭和30年3月31日 塙町                      | 塙町             | 塙町             |                  |
|                  | 西河内村         |                     | 常豊村           | 昭和23年11月3日 塙町に町制改称 | 昭和30年3月10日 塙笹原町 | 昭和30年3月31日 塙町                      | 塙町             | 塙町             |                  |
|                  | 常世北野村       |                     | 常豊村           | 昭和23年11月3日 塙町に町制改称 | 昭和30年3月10日 塙笹原町 | 昭和30年3月31日 塙町                      | 塙町             | 塙町             |                  |
|                  | 常世中野村       |                     | 常豊村           | 昭和23年11月3日 塙町に町制改称 | 昭和30年3月10日 塙笹原町 | 昭和30年3月31日 塙町                      | 塙町             | 塙町             |                  |
|                  | 竹之内村         |                     | 常豊村           | 昭和23年11月3日 塙町に町制改称 | 昭和30年3月10日 塙笹原町 | 昭和30年3月31日 塙町                      | 塙町             | 塙町             |                  |
|                  | 川上村           | 川上村              | 笹原村           | 笹原村                         | 昭和30年3月10日 塙笹原町 | 昭和30年3月31日 塙町                      | 塙町             | 塙町             |                  |
|                  | 板庭村           |                     | 笹原村           | 笹原村                         | 昭和30年3月10日 塙笹原町 | 昭和30年3月31日 塙町                      | 塙町             | 塙町             |                  |
|                  | 上中塚村         | 明治6年 中塚村      | 笹原村           | 笹原村                         | 昭和30年3月10日 塙笹原町 | 昭和30年3月31日 塙町                      | 塙町             | 塙町             |                  |
|                  | 下中塚村         | 明治6年 中塚村      | 笹原村           | 笹原村                         | 昭和30年3月10日 塙笹原町 | 昭和30年3月31日 塙町                      | 塙町             | 塙町             |                  |
|                  | 田野作村         |                     | 笹原村           | 笹原村                         | 昭和30年3月10日 塙笹原町 | 昭和30年3月31日 塙町                      | 塙町             | 塙町             |                  |
|                  | 田代村           |                     | 笹原村           | 笹原村                         | 昭和30年3月10日 塙笹原町 | 昭和30年3月31日 塙町                      | 塙町             | 塙町             |                  |
|                  | 山形村           | 明治6年 山形村      | 笹原村           | 笹原村                         | 昭和30年3月10日 塙笹原町 | 昭和30年3月31日 塙町                      | 塙町             | 塙町             |                  |
|                  | 湯舟村           | 明治6年 山形村      | 笹原村           | 笹原村                         | 昭和30年3月10日 塙笹原町 | 昭和30年3月31日 塙町                      | 塙町             | 塙町             |                  |
|                  | 大畑村           | 明治6年 山形村      | 笹原村           | 笹原村                         | 昭和30年3月10日 塙笹原町 | 昭和30年3月31日 塙町                      | 塙町             | 塙町             |                  |
|                  | 前野村           | 明治6年 山形村      | 笹原村           | 笹原村                         | 昭和30年3月10日 塙笹原町 | 昭和30年3月31日 塙町                      | 塙町             | 塙町             |                  |
|                  | 大蕨村           |                     | 笹原村           | 笹原村                         | 昭和30年3月10日 塙笹原町 | 昭和30年3月31日 塙町                      | 塙町             | 塙町             |                  |
|                  | 那倉村           |                     | 笹原村           | 笹原村                         | 昭和30年3月10日 塙笹原町 | 昭和30年3月31日 塙町                      | 塙町             | 塙町             |                  |
|                  | 片貝村           |                     | 笹原村           | 笹原村                         | 昭和30年3月10日 塙笹原町 | 昭和30年3月31日 塙町                      | 塙町             | 塙町             |                  |
|                  | 湯岐村           |                     | 笹原村           | 笹原村                         | 昭和30年3月10日 塙笹原町 | 昭和30年3月31日 塙町                      | 塙町             | 塙町             |                  |
|                  | 木野反村         |                     | 笹原村           | 笹原村                         | 昭和30年3月10日 塙笹原町 | 昭和30年3月31日 塙町                      | 塙町             | 塙町             |                  |
|                  | 台宿村           | 台宿村              | 高城村の一部     | 高城村の一部                   | 高城村の一部             | 昭和30年3月31日 塙町                      | 塙町             | 塙町             |                  |
|                  | 伊香村           |                     | 高城村の一部     | 高城村の一部                   | 高城村の一部             | 昭和30年3月31日 塙町                      | 塙町             | 塙町             |                  |
|                  | 植田村           |                     | 高城村の一部     | 高城村の一部                   | 高城村の一部             | 昭和30年3月31日 塙町                      | 塙町             | 塙町             |                  |
|                  | 真名畑村         |                     | 高城村の一部     | 高城村の一部                   | 高城村の一部             | 昭和30年3月31日 塙町                      | 塙町             | 塙町             |                  |
|                  | 上石井村         | 上石井村            | 石井村           | 石井村                         | 石井村                   | 昭和30年3月31日 塙町                      | 塙町             | 塙町             |                  |
|                  | 中石井村         | 中石井村            | 石井村           | 石井村                         | 石井村                   | 昭和32年 矢祭町に編入 昭和38年1月1日 町制 | 矢祭町           | 矢祭町           |                  |
|                  | 下石井村         |                     | 石井村           | 石井村                         | 石井村                   | 昭和32年 矢祭町に編入 昭和38年1月1日 町制 | 矢祭町           | 矢祭町           |                  |
|                  | 戸塚村           |                     | 石井村           | 石井村                         | 石井村                   | 昭和32年 矢祭町に編入 昭和38年1月1日 町制 | 矢祭町           | 矢祭町           |                  |

## 統計データ

### 現在の町勢
- 総人口 - 10,619人（2005年）
- 世帯数 - 3,175世帯（2005年）
- 年少（15歳未満）人口率 - 14.0％（2005年）
- 高齢（65歳以上）人口率 - 29.6％（2005年）
- 昼間人口 - 10,654人（2000年）
- 労働力人口 - 5,828人（2000年）
- 第1次産業就業者数 - 1,161人（2000年）
- 第2次産業就業者数 - 2,195人（2000年）
- 第3次産業就業者数 - 2,336人（2000年）
- 農業産出額 - 2,470百万円（2004年）
- 製造品出荷額等 - 11,792百万円（2004年）
- 商業年間商品販売額 - 7,416百万円（2003年）

参考資料:総務省統計局『統計で見る市区町村のすがた2007』2007年

### 人口
| 塙町（に相当する地域）の人口の推移 \| 1970年（昭和45年） \| 13,592人 \| \| \| 1975年（昭和50年） \| 12,583人 \| \| \| 1980年（昭和55年） \| 12,060人 \| \| \| 1985年（昭和60年） \| 12,166人 \| \| \| 1990年（平成2年） \| 11,926人 \| \| \| 1995年（平成7年） \| 11,743人 \| \| \| 2000年（平成12年） \| 11,296人 \| \| \| 2005年（平成17年） \| 10,619人 \| \| \| 2010年（平成22年） \| 9,884人 \| \| \| 2015年（平成27年） \| 9,157人 \| \| \| 2020年（令和2年） \| 8,302人 \| \| |          |  |
| 総務省統計局 国勢調査より |          |  |
| 1970年（昭和45年） | 13,592人 |  |
| 1975年（昭和50年） | 12,583人 |  |
| 1980年（昭和55年） | 12,060人 |  |
| 1985年（昭和60年） | 12,166人 |  |
| 1990年（平成2年） | 11,926人 |  |
| 1995年（平成7年） | 11,743人 |  |
| 2000年（平成12年） | 11,296人 |  |
| 2005年（平成17年） | 10,619人 |  |
| 2010年（平成22年） | 9,884人  |  |
| 2015年（平成27年） | 9,157人  |  |
| 2020年（令和2年） | 8,302人  |  |

### 気候
| 東白川（1991年 - 2020年）の気候    | 東白川（1991年 - 2020年）の気候 | 東白川（1991年 - 2020年）の気候 | 東白川（1991年 - 2020年）の気候 | 東白川（1991年 - 2020年）の気候 | 東白川（1991年 - 2020年）の気候 | 東白川（1991年 - 2020年）の気候 | 東白川（1991年 - 2020年）の気候 | 東白川（1991年 - 2020年）の気候 | 東白川（1991年 - 2020年）の気候 | 東白川（1991年 - 2020年）の気候 | 東白川（1991年 - 2020年）の気候 | 東白川（1991年 - 2020年）の気候 | 東白川（1991年 - 2020年）の気候 |
| 月                                 | 1月                             | 2月                             | 3月                             | 4月                             | 5月                             | 6月                             | 7月                             | 8月                             | 9月                             | 10月                            | 11月                            | 12月                            | 年                              |
| ---------------------------------- | ------------------------------- | ------------------------------- | ------------------------------- | ------------------------------- | ------------------------------- | ------------------------------- | ------------------------------- | ------------------------------- | ------------------------------- | ------------------------------- | ------------------------------- | ------------------------------- | ------------------------------- |
| 最高気温記録 °C （°F）             | 16.9 (62.4)                     | 20.7 (69.3)                     | 24.6 (76.3)                     | 30.7 (87.3)                     | 33.6 (92.5)                     | 36.4 (97.5)                     | 37.0 (98.6)                     | 36.5 (97.7)                     | 34.2 (93.6)                     | 30.0 (86)                       | 24.8 (76.6)                     | 21.7 (71.1)                     | 37.0 (98.6)                     |
| 平均最高気温 °C （°F）             | 6.2 (43.2)                      | 7.2 (45)                        | 11.1 (52)                       | 17.0 (62.6)                     | 22.0 (71.6)                     | 24.9 (76.8)                     | 28.4 (83.1)                     | 29.7 (85.5)                     | 25.6 (78.1)                     | 19.9 (67.8)                     | 14.3 (57.7)                     | 8.8 (47.8)                      | 17.9 (64.2)                     |
| 日平均気温 °C （°F）               | 0.2 (32.4)                      | 1.1 (34)                        | 4.6 (40.3)                      | 10.3 (50.5)                     | 15.7 (60.3)                     | 19.5 (67.1)                     | 23.2 (73.8)                     | 24.1 (75.4)                     | 20.2 (68.4)                     | 14.1 (57.4)                     | 7.8 (46)                        | 2.5 (36.5)                      | 12.0 (53.6)                     |
| 平均最低気温 °C （°F）             | −4.8 (23.4)                     | −4.1 (24.6)                     | −1.2 (29.8)                     | 3.8 (38.8)                      | 9.9 (49.8)                      | 15.1 (59.2)                     | 19.4 (66.9)                     | 20.3 (68.5)                     | 16.2 (61.2)                     | 9.5 (49.1)                      | 2.6 (36.7)                      | −2.4 (27.7)                     | 7.0 (44.6)                      |
| 最低気温記録 °C （°F）             | −15.0 (5)                       | −16.2 (2.8)                     | −14.2 (6.4)                     | −6.3 (20.7)                     | −0.7 (30.7)                     | 4.2 (39.6)                      | 10.0 (50)                       | 11.6 (52.9)                     | 4.4 (39.9)                      | −1.8 (28.8)                     | −6.6 (20.1)                     | −11.6 (11.1)                    | −16.2 (2.8)                     |
| 降水量 mm （inch）                 | 37.7 (1.484)                    | 34.9 (1.374)                    | 86.3 (3.398)                    | 108.0 (4.252)                   | 123.5 (4.862)                   | 145.5 (5.728)                   | 215.4 (8.48)                    | 179.5 (7.067)                   | 199.7 (7.862)                   | 159.2 (6.268)                   | 72.5 (2.854)                    | 43.0 (1.693)                    | 1,405.1 (55.319)                |
| 平均降水日数 （≥1.0 mm）           | 4.6                             | 5.0                             | 8.6                             | 10.1                            | 11.2                            | 13.1                            | 15.0                            | 12.2                            | 12.8                            | 10.0                            | 7.1                             | 5.3                             | 115.0                           |
| 平均月間日照時間                   | 182.8                           | 170.3                           | 188.7                           | 189.0                           | 188.6                           | 138.5                           | 137.7                           | 163.3                           | 126.7                           | 136.0                           | 153.5                           | 165.7                           | 1,940.8                         |
| 出典1：Japan Meteorological Agency |                                 |                                 |                                 |                                 |                                 |                                 |                                 |                                 |                                 |                                 |                                 |                                 |                                 |
| 出典2：気象庁                      |                                 |                                 |                                 |                                 |                                 |                                 |                                 |                                 |                                 |                                 |                                 |                                 |                                 |

## 行政
- 町長：宮田 秀利

## 経済

### 産業
- 主な産業
  - 農林業

### 特産品
- こんにゃく
- こんにゃく餅
- 登り鮎
- ダリア染め
- りんご

## 地域

### 教育

#### 中学校
- 塙町立塙中学校

#### 小学校
- 塙町立塙小学校
- 塙町立笹原小学校

#### 幼稚園
- 塙町立塙幼稚園
- 塙町立笹原幼稚園

#### 閉校
- 塙町立片貝小学校（2012年3月閉校）
- 塙町立片貝小学校矢塚分校（同上）
- 塙町立高城小学校(2013年3月閉校)

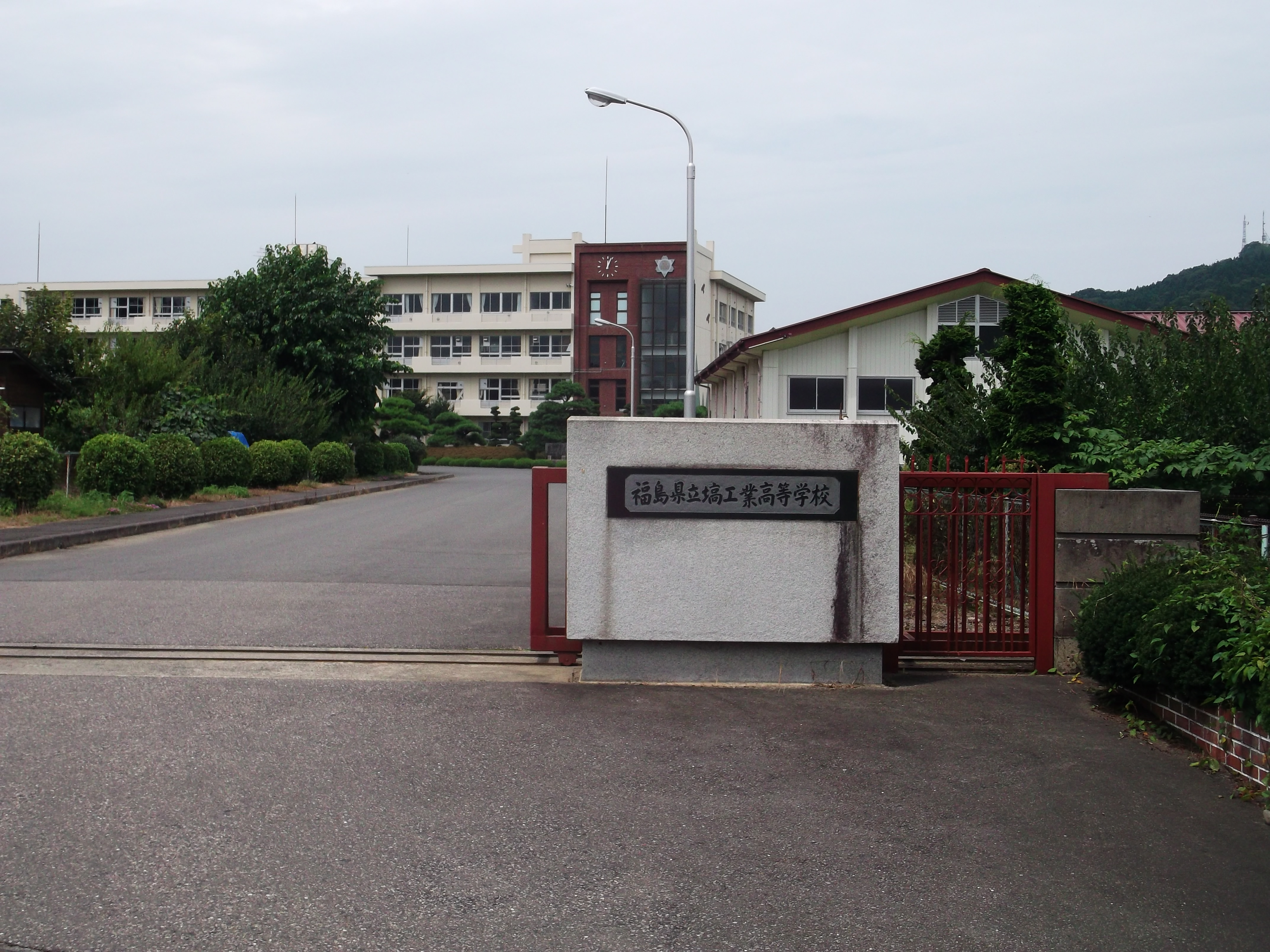
塙工業高等学校

- 塙町立常豊小学校（2018年3月31日閉校）
- 福島県立塙工業高等学校（2022年に福島県立白河実業高等学校と統合）

## 交通

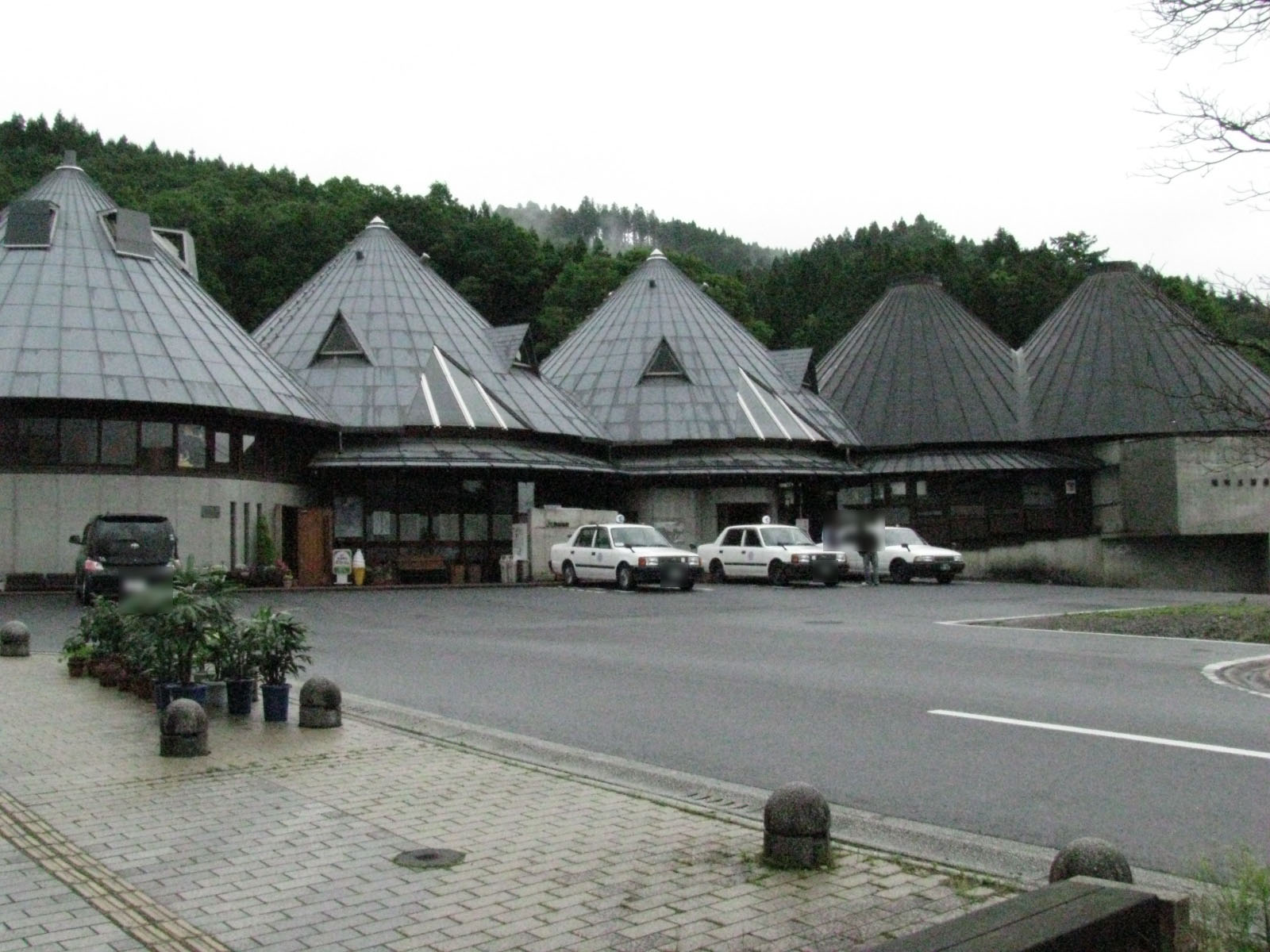
磐城塙駅

### 鉄道
東日本旅客鉄道（JR東日本）
- 水郡線：磐城塙駅

### 路線バス
- 福島交通

### 道路
- 一般国道
  - 国道118号
  - 国道289号
  - 国道349号
- 主要地方道
  - 福島県道・茨城県道27号塙大津港線
  - 福島県道75号塙泉崎線
- 一般県道
  - 茨城県道・福島県道111号高萩塙線
  - 福島県道175号磐城塙停車場線
  - 福島県道・茨城県道196号石井大子線
  - 福島県道230号矢祭山八槻線
  - 福島県道242号赤坂東野塙線
- 自転車道
  - 福島県道379号矢祭棚倉自転車道線
- 道の駅
  - 道の駅はなわ

## 提携都市
東京都葛飾区と災害時相互応援協定を結んでおり、葛飾区にある東京聖栄大学との間で受託研究も行われている。

## 名所・旧跡・観光スポット・祭事・催事

### イベント
- 漫画グランプリ
- 愛宕神社祭礼
- 塙流灯花火大会（8月15日）
- 塙町産業祭（11月23日）

### 観光スポット
- 湯遊ランドはなわ・オートキャンプ場
- 湯岐温泉
- あぶくま高原美術館
- はなわ漫画廊
- 道の駅はなわ
- 志保の湯温泉
- 常世温泉

## 著名な出身者
- 佐藤慎太郎 - 競輪選手
- 星博人 - 芸術家、教師
- 樋口まち子-国立看護大学校教授（国際看護）
- つのだ☆ひろ - シンガーソングライター、ドラマー
- 松田晋二 - THE BACK HORN
- 白石義郎 - 政治家。
- 狐火 (歌手) -ラッパー